# Distrikt Rumisapa
Der Distrikt Rumisapa liegt in der Provinz Lamas in der Region San Martín im zentralen Norden von Peru. Der Distrikt wurde am 8. Mai 1936 gegründet. Er besitzt eine Fläche von 33,2 km². Beim Zensus 2017 wurden 3552 Einwohner gezählt. Im Jahr 1993 lag die Einwohnerzahl bei 2542, im Jahr 2007 bei 2561. Sitz der Distriktverwaltung ist die 325 m hoch gelegene Ortschaft Rumisapa (oder Rumizapa) mit 764 Einwohnern (Stand 2017). Rumisapa befindet sich knapp 6 km südöstlich der Provinzhauptstadt Lamas.

## Geographische Lage
Der Distrikt Rumisapa befindet sich in den östlichen Voranden im Süden der Provinz Lamas. Im Südwesten reicht der Distrikt bis an das linke Flussufer des Río Mayo.
Der Distrikt Rumisapa grenzt im Südwesten an die Distrikte Cuñumbuqui und Zapatero, im Westen an den Distrikt Lamas, im Norden an den Distrikt San Roque de Cumbaza sowie im Osten an den Distrikt Cacatachi (Provinz San Martín).

## Ortschaften
Im Distrikt gibt es neben dem Hauptort folgende größere Ortschaften:
- Chirapa (459 Einwohner)
- Churuzapa (448 Einwohner)
- Maceda (603 Einwohner)
- Pacchilla (452 Einwohner)